# Ski Aggu
Ski Aggu, nom de scène d'August Jean Diederich (né le 3 novembre 1997) est un rappeur allemand, de Berlin-Wilmersdorf. Son signe distinctif est le port d'un masque de ski et la nuque longue.

## Biographie
À partir de 2018, Ski Aggu publie de la musique sur Soundcloud. L'accent thématique sur la fête est déjà apparent ici, mais l'ambiance est plus sombre et plus triste. Ritter Lean, pseudonyme d'Adrian Julius Tillmann, est souvent présent dans les morceaux.
Selon ses propres déclarations, il vécut en Irlande pendant un certain temps, où il pratiquait intensivement le jiu-jitsu brésilien jusqu'à être champion d'Irlande dans sa classe de compétition. Les arts martiaux sont ainsi présents des vidéos pour Internet et musicales sous forme de poses.
Ski Aggu sort son premier single Weißwein & Pappbecher fin 2020. Sa deuxième chanson Super Wavy, une collaboration avec YFG Pave, sort l'année suivante. Après quelques concerts en club à partir de l'été 2021, Ski Aggu se produit un an plus tard dans de nombreux festivals dans les pays germanophones tels que le Heroes Festival à Geiselwind, Splash, Poolbar Festival ou Frequency. Il collabore avec Southstar sur le single en 2022 Hubba Bubba.
Sa percée a lieu en octobre 2022 avec la chanson Party Sahne, sur laquelle on peut l'entendre avec les deux producteurs Endzone et Ericson. La chanson, dont la mélodie est basée sur la chanson Jerk It Out du groupe suédois Caesars, atteint la 32e place des ventes allemandes. En novembre et décembre 2022, Ski Aggu joue sa première tournée Après Ski dans de nombreuses grandes villes des pays germanophones. En 2023, il annonce une tournée sous le nom de Wahlkampftour 2023, ayant pour objectif humoristique une candidature à la chancellerie.
Le 2 décembre 2022, Ski Aggu sort son premier album 2022 war Film gewesen, qui comprend quatre nouvelles chansons. Le 25 mai 2023, le single Friesenjung sort en collaboration avec le rappeur néerlandais Joost Klein et le comédien Otto Waalkes. La chanson est une réinterprétation de l'original du même nom d'Otto Waalkes et est numéro un des ventes de single en Allemagne et en Autriche.

## Discographie
Album studio
- 2022 : 2022 war Film gewesen